# Ксёнжки (гмина)
Ксёнжки (пол. Książki) — сельская гмина (волость) в Польше, входит как административная единица в Вомбжезненский повет, Куявско-Поморское воеводство. Население — 4284 человека (на 2004 год).

## Сельские округа
1. Близно
2. Близенко
3. Брудзавки
4. Ксёнжки
5. Лопатки
6. Осечек
7. Щуплинки
8. Заскоч

## Соседние гмины
1. Гмина Боброво
2. Гмина Дембова-Лонка
3. Гмина Яблоново-Поморске
4. Гмина Радзынь-Хелминьски
5. Гмина Свеце-над-Осой
6. Гмина Вомбжезьно